# Clare-Louise Brumley
Clare-Louise Brumley (* 30. Oktober 1977 in  Melbourne) ist eine ehemalige australische Skilangläuferin.

## Karriere
Brumley nahm von 2001 bis 2009 an FIS-Skilanglaufwettbewerbe teil. Ihre beste Platzierung bei den nordischen Skiweltmeisterschaften 2005 in Oberstdorf war der 48. Platz im 15-km-Skiathlon. 2005 belegte sie den zweiten Platz in der Gesamtwertung des Australia/New Zealand Cups. Ihr erstes Weltcuprennen lief sie im November 2005 in Beitostølen, welches sie mit dem 67. Platz über 10 km klassisch beendete. Im Januar 2006 schaffte sie mit dem 36. Platz im 15-km-Skiathlon ihr bestes Weltcupergebnis. Bei den Olympischen Winterspielen 2006 in Pragelato belegte sie den 42. Platz im 15-km-Skiathlon. Den 62. Rang erreichte sie im Sprint bei den nordischen Skiweltmeisterschaften 2007 in Sapporo.